# Per Niila Stålka
Per Niila Stålka, före 2004 Albinsson, född 9 september 1975 i Hälleforsnäs, är en svensk-samisk jojkare.
Per Niila Stålka har sina rötter vid Stora Lulevatten i byn Ruokto ("hem") och är medlem i Sirges sameby. Han har under många år arbetat med IT-säkerhetsfrågor. Han var ledamot av Sametinget för Samelandspartiet 2001–2005 och var ordförande i Sametingets kulturråd, samt ersättare 2005–2009. Han har varit projektledare för att bygga upp jojkarkivet på Ájtte, Svenskt fjäll- och samemuseum i Jokkmokk. Han har också varit marknadsförare för Teater Halland i Varberg.
Per Niila Stålka har startat bandet Dreamers Do Joik. Han bor i Jokkmokk.